# Ambasada Salwadoru przy Stolicy Apostolskiej
Ambasada Republiki Salwadoru przy Stolicy Apostolskiej (hisz. Embajada de El Salvador ante la Santa Sede) – misja dyplomatyczna Republiki Salwadoru przy Stolicy Apostolskiej. Ambasada mieści się w Rzymie.
Ambasador Salwadoru przy Stolicy Apostolskiej akredytowany jest również przy Zakonie Kawalerów Maltańskich.

## Historia
W 1862 papież Pius IX i prezydent Salwadoru Gerardo Barrios podpisali konkordat, nawiązując tym samym wzajemne stosunki dyplomatyczne. W 1875 Salwador jednostronnie uchylił konkordat, co oznaczało zerwanie stosunków dyplomatycznych. Zostały one przywrócone w 1880.